# Podlužany
Podlužany es un municipio del distrito de Levice en la región de Nitra, Eslovaquia, con una población estimada a final del año 2024 de 759 habitantes.
Se encuentra ubicado al este de la región, cerca de los ríos Ipoly y Hron (ambos, afluentes izquierdos del Danubio) y de la frontera con la región de Banská Bystrica.

## Demografía
| Año        | 1994 | 2004    | 2014    | 2024    |
| ---------- | ---- | ------- | ------- | ------- |
| Población  | 777  | 764     | 773     | 759     |
| Diferencia |      | −1,67 % | +1,17 % | −1,81 % |

| Año        | 2023 | 2024    |
| ---------- | ---- | ------- |
| Población  | 762  | 759     |
| Diferencia |      | −0,39 % |